# Отто Ган (художник)
Отто Ган (1904, Станіслав — 1942, Львів) — український живописець єврейського походження; член львівської спілки «Артес» з 1930 року.

## Біографія
Народився у 1904 року у місті Станіславі (тепер Івано-Франківськ, Україна). У 1920–1923 роках навчався у Львові в Державній промисловій школі на факультеті декоративного мистецтва у Казимира Сіхульського. У 1923—1928 роках перебував у Франції де навчався у Academie Moderne Фернана Леже.
Загинув 1942 році від рук гітлерівців у Львові.

## Творчість
У 1926—1928 роках створював композиції, синтетично трактовані силуети людей і предметів поєднувались у вигляді колажів з абстрактними
формами:
- «Колаж», 1926;
- «Велосипедисти», близько 1928;
- «Робітники», 1928.

В творчості використовував елементи експресіонізму, французького сюрреалізму та абстракції.
Брав участь у виставковій діяльності. Експонував свої твори у Львові, Кракові, Лодзі та інших містах.